# Merrilliopanax
Merrilliopanax là chi thực vật có hoa trong họ Araliaceae.